# Aleksander Łukasz Butler
Aleksander Łukasz Butler herbu własnego (ur. październik 1711 – zm. 25 października 1783) – starosta mielnicki w latach 1738–1775, wojski bielski w latach 1735–1738, starosta witagolski, konsyliarz ziemi mielnickiej w konfederacji radomskiej w 1767 roku. 
Syn Marka Antoniego Butlera i Franciszki Szczuki. Dziedzic dóbr Klimczyce, Międzylesie i Sarnaki. Od 1760 właściciel Grodziczna z nadania króla Augusta III. 
Poseł ziemi mielnickiej na sejm 1744 roku. Poseł na sejm 1748 roku z ziemi mielnickiej. Poseł na sejm 1752 roku z ziemi mielnickiej. Był posłem województwa podlaskiego na sejm konwokacyjny 1764 roku. Brał udział w elekcji Stanisława Augusta Poniatowskiego w 1764.
Pochowany w kościele Najświętszej Marii Panny na Nowym Mieście w Warszawie.